# Felipe Guillén
Felipe Guillén (Sevilla, 1487 o ca. 1492 - Brasil, después de 1561) fue un boticario e inventor español del siglo XVI. Se le atribuye la invención de la brújula de desviación (o al menos su divulgación entre los navegantes portugueses), que servía para medir la declinación magnética, y un método para calcular la longitud geográfica a partir de esta medida. El cosmógrafo Alonso de Santa Cruz afirmó que Guillén habría inventado su instrumento a partir de sus conversaciones con los pilotos españoles que hacían la carrera de Indias entre Sevilla y la Nueva España.
Guillón visitó Portugal en 1519 y se puso al servicio de ese reino a partir de 1525. Fue nombrado "veedore e evaluador de drogas" en la Casa da India, en 1528 recibió el hábito de la prestigiosa Orden de Cristo por su invento y en 1535 pasó a la capitanía de Porto Seguro, en el Brasil portugués, donde se le encargó organizar la explotación de las minas de oro. Su pista se pierde después de 1561.
Alonso de Santa Cruz definió a Guillén como "boticario, vecino de Sevilla, hombre muy entendido e ingenioso, gran jugador de ajedrez y cortador de tijera", y describió su instrumento de la manera siguiente:

una tabla redonda llana de un xeme de diámetro echadas por ella cuatro líneas en cruz y puesto en medio un perpendículo de metal y graduada la tabla a la redonda con 360 grados y comenzada la cuenta de los 180 de la línea meridiana que estaba en la dicha tabla hacia un lado y los otros 180 de la dicha línea a la otra parte de la circunferencia de la tabla y en la dicha línea puesta una agujica pequeña como de relojes de sol meridianos de los que traen de Alemania, y a esta tabla estaban asidos tres hilos en iguales distancias a manera de una balanza de peso para que estuviese igual a la superficie de la tierra.

El principio de funcionamiento era:

Por manera que tomado el Sol antes de Mediodía en cierta altura con algún astrolabio o cuadrante y anotando en aquel tiempo sobre qué grados cae la sombra del perpendículo de los que están puestos a la redonda del instrumento y aguardando a tomar después de Mediodía el altura de los mismos grados y notar la sombra del perpendículo sobre qué grados cae de los que dicho tengo y por el medio de las dichas señales de los dos anotamientos o sombras, se imagina pasar la línea meridiana, la cual se ha de ver que tanto dista de la que está puesta en el instrumento y tantos grados nordestea o noruestea según a la parte do fuere la diferencia del aguja cebada con la piedra imán